# Метеорологичен балон
Метеорологичните балони се използват за измервания високо в атмосферата. Представляват балони пълни с леки газове, като най-често се използват водород и хелий. Характерно за тях е, че не се напълват с газ до максимум, а се оставя резерв за да увеличават обема си при издигане в атмосферата, тъй като с увеличаване на височината се намалява налягането и газовете се разширяват. Към долната част на балона се закрепват измервателни прибори, които служат са събиране на данни като: температура, налягане, скорост на вятъра, влажност и др. Употребата им е въведена от Алфред Вегенер.